# Witoorspitssnavel
De witoorspitssnavel (Conirostrum leucogenys) is een zangvogel uit de familie Thraupidae (tangaren).

## Verspreiding en leefgebied
Deze soort telt 3 ondersoorten:
- C. l. panamense: oostelijk Panama en noordwestelijk Colombia.
- C. l. leucogenys: noordelijk Colombia en noordwestelijk Venezuela.
- C. l. cyanochroum: westelijk Venezuela.